# 다르질링 홍차
다질링 홍차(또는 다즐링, 다르질링, Darjeeling tea)은 인도 다르질링 지방에서 생산되는 홍차의 한 종류이다. "홍차의 샴페인"이라고 불린다. 전통적으로 특히 영국이나 옛 대영제국에서, 다른 홍차들보다 고급으로 여겨져왔다. 제대로 우릴 경우, 옅은 수색을 보이고 가벼운 머스캣 향을 풍기며, 약간은 떫은 타닌 특성도 갖는다. 주로 스트레이트 티로 마시지만, 항상 그런 것은 아니다. 기문 홍차, 우바 홍차와 함께 세계 3대 홍차로 일컬어진다.

## 종류
- 첫물차(또는 퍼스트 플러시, 1st Flush)는 봄비에 뒤따른 3월부터 4월 사이에 수확되며, 아주 부드럽고 매우 옅은 색과 상쾌한 향을 갖는다.
- 두물차(또는 세컨드 플러시, 2nd Flush)는 5월부터 6월 사이에 수확되며, 호박색의 수색을 보이며, 첫물차에 비해 향이 옅어지며 맛이 좀 더 떫지만 감칠맛이 난다.
- 여름차(Summer Flush)는 우기인 7월에서 9월 사이에 수확되는 차로, 맛이 더 강하다.
- 세물차(또는 가을차, Autumnal Flush)는 가을인 10월에서 11월 사이에 수확되며, 구릿빛의 수색을 보이며, 신선한 향을 갖는다.

## 같이 보기
- 기문 홍차
- 우바 홍차